# Закоуловский сельсовет
Закоу́ловский сельсове́т — упразднённые административно-территориальная единица и муниципальное образование со статусом сельского поселения в составе Куртамышского района Курганской области России. 
Административный центр — село Закоулово.

## История
В соответствии с Законом Курганской области от 6 июля 2004 года № 419 сельсовет наделён статусом сельского поселения.
Законом Курганской области от 30 мая 2018 года N 45, в состав Обанинского сельсовета были включены все населённые пункты упразднённых Закоуловского и Каминского сельсоветов.

## Население
| 1989 | 2002 | 2010 | 2012 | 2013 | 2014 | 2015 |
| ---- | ---- | ---- | ---- | ---- | ---- | ---- |
| 1057 | ↘885 | ↘507 | ↘479 | ↘456 | ↘413 | ↘386 |
| 2016 | 2017 | 2018 |      |      |      |      |
| ↘381 | →381 | ↘359 |      |      |      |      |

## Состав сельского поселения
| № | Населённый пункт | Тип населённого пункта       | Население |
| - | ---------------- | ---------------------------- | --------- |
| 1 | Грызаново        | деревня                      | ↘12       |
| 2 | Закоулово        | село, административный центр | ↘305      |
| 3 | Курмыши          | деревня                      | ↘88       |
| 4 | Язево            | деревня                      | ↘102      |